# Guildo Horn
Guildo Horn (nacido el 15 de febrero de 1963 en Tréveris como Horst Köhler) es un cantante de schlager alemán. Es famoso principalmente por lo excéntrico que se muestra en el escenario, incluyendo en sus actuaciones ropas extravagantes y cantos extrovertidos.
En el Festival de la Canción de Eurovisión 1998, terminó en séptimo lugar con la canción 'Guildo hat Euch lieb!' (Guildo los ama a todos). Ese mismo año ganó el Premio Barbara Dex al concursante de Eurovisión "peor vestido" del año.
Ha servido junto con la campeona olímpica de cama elástica Anna Dogonadze y el árbitro Markus Merk como embajador para su estado nativo de Renania-Palatinado para la Copa Mundial de Fútbol de 2006.

## Discografía (álbumes)
- Rückkehr nach Mendocino (1992)
- Sternstunden der Zärtlichkeit (1995)
- Danke! (1997)
- Schön! (1999)
- Der König der Möwen (2002)
- Guildo Horn featuring Pomp & Brass (2003)
- Essential (2005)
- Die Rocky Horny Weihnachtsshow (2005)
- Erhebet die Herzen (2008)
- 20 Jahre Zärtlichkeit (2010)